# Der Kurier des Zaren (1926)
Der Kurier des Zaren ist ein französischer Abenteuer-Stummfilm aus dem Jahre 1926 mit Iwan Mosjukin in der Titelrolle. Es ist die erste Großverfilmung dieses Stoffs, dem der gleichnamige Roman (1876) von Jules Verne zugrunde liegt.

## Handlung
Vernes Romanvorlage wurde ziemlich werkgetreu umgesetzt: Der junge Leutnant Michael Strogoff wird vom Zaren beauftragt, dessen Aufmarschpläne in die von Rebellen und Aufrührern bedrohte sibirische Stadt Irkutsk zu bringen. Um nicht als zaristischer Emissär auf der langen Reise durch das von Rebellenspionen durchsetzte Land aufzufallen, wählt Strogoff die Kostümierung eines sibirischen Kaufmanns. Schon bei seiner Abreise aus Sankt Petersburg wird er von Sangarre, der Geliebten des separatistischen Tataren-Oberst Ogareff argwöhnisch beäugt. Sie heftet sich fortan an Strogoffs Fersen, um in den Besitz der geheimen Aufmarschpläne zu kommen.
Auf der Zugreise in Richtung Osten lernt der Kurier des Zaren zwei interessante Ausländer kennen: den französischen Reporter Alcide Jolivet und dessen englischen Kollegen Harry Blount, beide Kriegsberichterstatter. An einer Grenzstation stößt die junge Nadja hinzu, die zu ihrem Vater in Irkutsk reisen möchte. Als sie in Schwierigkeiten gerät, hilft ihr Strogoff. Dies schweißt die beiden zusammen. Nach der Zugfahrt geht die Reise in einem Pferdegespann weiter. In den Weiten der sibirischen Steppe hat sich Ogareff an ihre Fersen geheftet. Er will seine Tataren bei der Erstürmung von Irkutsk anführen. Wegen frischer Pferde zur Weiterreise, auf die sowohl der Kurier als auch Ogareff an einer Station Anspruch erheben, geraten die beiden Männer erstmals heftig aneinander. Später werden Strogoff und Nadja bei einer Flussüberquerung mit einer Fähre von Tatarenreitern attackiert. Der Kurier des Zaren kann den feindlichen Häschern entkommen. Währenddessen geht Ogareff mit äußerster Brutalität vor, um sein Ziel, Irkutsk einzunehmen, durchzuführen.
Ein Trek von Flüchtlingen vor den wilden Tataren gerät in Ogareffs Hände. Darunter befinden sich auch Michaels Mutter Marfa und Nadja. Strogoff stößt hinzu, ohne vom Gegner identifiziert zu werden. Sangarre, die aufgrund Ogareffs zunehmender Brutalitäten Zweifel packen, ob sie auf der richtigen Seite steht, ist die Einzige, die den Kurier des Zaren identifizieren könnte, doch nun will sie diesem helfen. Ogareff weiß, dass Marfa Michaels Mutter ist und nimmt sich diese vor, um aus ihr Informationen über den Verbleib ihres Sohnes notfalls herauszuprügeln. Michael Strogoff geht dazwischen und attackiert Ogareff. Nun weiß dieser, dass er den Kurier des Zaren vor sich hat. Michael Strogoff soll geblendet, doch Tränenflüssigkeit in seinen Augen verhindert das Schlimmste. Mit Nadjas Hilfe erreicht der nunmehr auf Hilfe angewiesene Strogoff Irkutsk. Die Stadt ist von Tatarenverbänden umzingelt und liegt unter Dauerbeschuss. 
Der hiesige Zaren-Stellvertreter Großfürst Fedor glaubt, mit Ogareff, der sich in die Festung hineingeschmuggelt hat, den Kurier des Zaren vor sich zu haben. Deshalb hört er auch auf dessen verräterische Vorschläge, die angeblich die Stadt retten sollen. Als Nadja im Gouverneurspalast Ogareff erkennt, kommt es zum ungleichen Zweikampf zwischen dem Rebellenanführer und dem Kurier. Unter Führung Michael Strogoffs können die Russen die Tataren zurückschlagen.

## Produktionsnotizen
Die Dreharbeiten zu Der Kurier des Zaren begannen am 14. Mai 1925 in den Filmstudios von Billancourt und wurden von Juli bis September desselben Jahres mit Außenaufnahmen in Lettland fortgesetzt. Die dortige Regierung stellte zahlreiche lettische Soldaten für die Massenszenen. Die Winteraufnahmen entstanden im Dezember 1925 und Januar 1926 in Norwegen. Der Film feierte seine Premiere am 30. Juni 1926. In Deutschland konnte man den Film erstmals am 28. August 1926 sehen. 
Ivan Lochakoff schuf die Filmbauten, unterstützt von Pierre Schildknecht. Die umfangreichen Kostüme entwarf Leo Zack.
Dieser Film ist großenteils mit exilrussischen Darstellern besetzt. Regisseur Tourjansky war mit Hauptdarstellerin Nathalie Kovanko verheiratet und ihr Bruder war Feofar-Darsteller Boris de Fast, der auch am Drehbuch mitgearbeitet hatte.

## Kritiken
Alles in allem fielen die Betrachtungen dieser ambitionierten Großproduktionen recht positiv aus. Nachfolgend fünf Kritiken:
Das Kino-Journal zeigte sich sehr beeindruckt von dem filmischen Ergebnis: Die „Regie (Tourjanski) arbeitete mit einem Aufwand kolossaler Mittel, sowohl in künstlerischer als auch in finanzieller Hinsicht, so daß der Film wirklich als etwas Besonderes gewertet werden muß.“. 
In Der Filmbote heißt es: „Die Regie Tourjanskys schuf eine ununterbrochene Folge prachtvoller Bilder, die von packender Stimmung erfüllt sind. Jedes einzelne Motiv, das als Hintergrund oder Rahmen einer Szene dient, ist mit subtilster Sorgfalt ausgewählt, erhöht und unterstreicht das Spiel der Darsteller.“
Die Stunde urteilte: „Der ‚Michael Strogoff‘-Film ist schon allein um der Leistung Mosjoukines willen als eines der wertvollsten Filmwerke der jüngsten Zeit zu betrachten.“. 
Wiens sozialistische Arbeiter Zeitung befand: „Die Geschichte von diesem Kurier des Zaren … gefiel dem französischen Film; für Hurrapatriotismus hat er ja immer viel übrig. Aber das fertige Werk weicht weit ab von der Absicht, in der es geschaffen wurde. (…) Der Film ist aber keine solche patriotische Lesebuchgeschichte. Wir sehen da nur einen armen, gehetzten, geschundenen Menschen, der … zur Ausführung seines Auftrages eilt. (…) Mosjoukine spielt keinen Helden; er spielt den russischen Menschen, den Dulder, der wider Willen eine Aufgabe erfüllt,die seinem Herzen ganz fremd ist. (…) Der Höhepunkt der Regie sind die Szenen im Lager der Tataren. Sie haben Farbe, Tempo und sind filmisch gut gesehen.“
Lediglich die kommunistische Rote Fahne schimpfte aufgebracht: „Daß aus den zahlreichen, spannenden Romanen just der sich auf russischen Boden abspielende und den Kadavergehorsam verherrlichende Michael Strogoff herausgegriffen wurde, verrät die Absicht der bürgerlichen Filmmacher allzu deutlich.“